# Vargas Island Provincial Park
Der Vargas Island Provincial Park (auch Vargas Island Park) ist ein etwa 5.805 Hektar (ha) großer Provincial Park im Südwesten der kanadischen Provinz British Columbia, vor der Westküste von Vancouver Island.
Der Park ist Teil des Clayoquot Sound Biosphere Reserve, einem von der UNESCO anerkanntem Biosphärenreservat.

## Anlage
Der Park liegt nordwestlich von Tofino auf mehreren Inseln am Übergang zwischen Pazifik und dem Clayoquot Sound, im Alberni-Clayoquot Regional District. Der Park umfasst dabei nicht nur 1.543 ha Landfläche, sondern auch 4.262 ha Meeres- und Litoralgebiet. Der größte Teil der Landmasse des Parks erstreckt sich über die Westküste der dem Park den Namen gebenden Insel Vargas Island. Er umfasst jedoch auch noch weitere, der Westküste von Vargas Island westlich vorgelagerte, kleine und kleinste Inseln. Von diesen vorgelagerten Inseln ist Blunden Island die größte. Eine weitere dieser Inseln, die Teil des Parks sind, ist Cleland Island. Cleland Island gehört jedoch nur zum Teil zum Provinzpark, da im Westen der Insel ein Schutzgebiet anderen Typs, welches ebenfalls durch BC Parks verwaltet wird, besteht. Für dieses Schutzgebiet anderen Typs, das Cleland Island Ecological Reserve, besteht ein grundsätzliches Verbot es zu betreten. Außerdem umschließt der Park auf Vargas Island mehrere Reservate der Ahousaht sowie weitere Privatgrundstücke.
Bei dem Provinzpark handelt es sich um ein Schutzgebiet der IUCN-Kategorie II (Nationalpark).

## Geschichte
Der Park wurde am 13. Juli 1995, als eins in einer Gruppe von rund 50 Schutzgebieten, als Provincial Park in British Columbia eingerichtet. Im Laufe der Zeit wurden dabei sowohl seine Größe wie auch die Rechtsgrundlage für seinen Schutzstatus geändert. Die letzte Änderung erfolgte 2004 als auch seine Grenzen verändert wurden. Zu den zeitgleich eingerichteten Parks gehören unter anderem auch der nahe gelegenen Flores Island Provincial Park, der Dawley Passage Provincial Park sowie der Epper Passage Provincial Park. Die Einrichtung dieser nahe gelegenen Parks ist, als Folge der Unruhen in den 1980er-Jahren sowie den frühen 1990er-Jahren welche sich gegen die Kahlschlagpolitik der Forstindustrie richteten, das Ergebnis der „Clayoquot Sound Land Use Decision“.
Wie jedoch bei fast allen Provinzparks in British Columbia gilt auch für diesen, dass die Gegend, lange bevor sie von europäischen Einwanderern besiedelt oder sie Teil eines Parks wurde, in diesem Fall Jagd-, Siedlungs- und Fischfanggebiet verschiedener Gruppen der First Nations, hier verschiedener Gruppen der Nuu-chah-nulth wie den Ahousaht oder den Tla-o-qui-aht, war. (Siehe dazu die Geschichte der Insel.)

## Flora und Fauna
Mit dem Biogeoclimatic Ecological Classification (BEC) Zoning System wird das Ökosystem von British Columbia in verschiedene biogeoklimatische Zonen eingeteilt. Biogeoklimatische Zonen zeichnen sich durch ein grundsätzlich identisches oder sehr ähnliches Klima sowie gleiche oder sehr ähnliche biologische und geologische Voraussetzungen aus. Daraus resultiert in den jeweiligen Zonen dann grundsätzlich auch ein sehr ähnlicher Bestand an Pflanzen und Tieren. Innerhalb dieser Systematik wird der Park der Coastal Western Hemlock Zone zugeordnet.
Ähnlich dem Biogeoclimatic Ecological Classification (BEC) Zoning System wird auch das maritime Ökosystem der Küstengewässer von British Columbia mit der British Columbia Marine Ecological Classification in verschiedene Ökozonen eingeteilt. Innerhalb dieser Systematik werden die Parkgewässer der Vancouver Island Shelf Marine Ecosection (VIS) zugeordnet.